# Angélica Castelló
Angélica Castelló (* 9. Februar 1972 in Mexiko-Stadt) ist eine mexikanisch-österreichische Musikerin und Komponistin.

## Leben und Wirken
Angélica Castelló wurde in Mexiko geboren, wo sie ab dem 15. Lebensjahr am Conservatorio Nacional de México Musik studierte (Hauptinstrument Blockflöte). Von 1991 bis 1997 lebte sie in Montreal und setzte an der Université de Montréal ihr Musikstudium fort. Danach war sie für drei Jahre am Conservatorium van Amsterdam. Seit 1999 lebt sie in Wien. Von 2016 bis 2019 studierte sie Komposition bei Volkmar Klien an der Anton Bruckner Privatuniversität in Linz und schloss die Ausbildung mit einem Diplom ab.
Ihr Hauptinstrument ist die Subgroßbassblockflöte. Sie spielt aber auch eine große Auswahl an elektronischen Instrumenten, unter anderem Sampler, Synthesizer und Tonbandgeräte. Sie komponiert Werke für Ensembles und traditionelle Soloinstrumente sowie für elektroakustisches Instrumentarium. Seit einigen Jahren tritt Castelló auch mit installativen Arbeiten, die an der Schnittstelle zwischen Musik, Performance und bildender Kunst angesiedelt sind, hervor und spielt regelmäßig Konzerte improvisierter Musik.

## Diskographie (Auswahl)
Solo
- Bestiario CD (mosz 2011)
- Silvertone e il sentimento oceanico CD (monotype 2013)
- Sonic Blue LP (interstellar records 2015)
- Lepidopteros Tape (Thalamos 2017)

Kollaborationen
- Los Autodisparadores CD mit Katharina Klement und Thomas Grill (ein_klang_records 2007)
- Mole CD mit dem Low Frequency Orchestra und Wolfgang Mitterer (chmafu 2011)
- SCUBA CD mit Burkhard Stangl, Billy Roisz und dieb13 (mikroton 2014)
- Squid CD mit Mario de Vega, Attila Faravelli, Gudinni Cortina und Burkhard Stangl (mikroton 2015)
- Borderland CD mit Billy Roisz (mikroton 2017)
- Disturbio CD mit Jérôme Noetinger (mikroton 2018)
- Consuelo CD mit Burkhard Stangl (mikroton 2018)

## Kompositionen (Auswahl)
- Ma fin… "For amplified metall e-recorder and tape" 2002
- Sérénité "For amplified subgreatbass paetzold recorder and tape" 2005
- Ksenia 2007
- Palomilla "For saxophon quartett und 10 portable casette players" 2009
- principio sin título "for piano trio" 2013
- sonic blue "for subgreatbass paetzold recorder, tape, radios and electronics" 2013
- Trois Chansons Tristes "for 4 voices and chamber ensemble" 2016
- mu//et/ "for 8 cassettes, 8 cassette players and 8 speakers" 2016